# Waikare Lacus
Waikare Lacus ist der lateinische Name für einen Methansee auf dem Saturntrabanten Titan. Er ist nach dem neuseeländischen See Lake Waikare benannt und liegt auf dem Mond in den Koordinaten 81,6 N, 126 W. Sein Durchmesser beträgt 52,5 Kilometer.